# Cábala luriana
La cábala luriana es una escuela de Cábala llamada así por el rabino judío que la desarrolló, Isaac Luria (1534-1572, también conocido como "ARI'zal", "Ha'ARI" o "Ha'ARI Hakadosh"). La cábala luriana dio un nuevo y seminal relato del pensamiento cabalístico que sus seguidores sintetizaron y leyeron en la anterior Cábala del sagrado Zohar que se había diseminado en círculos medievales.
La cábala luriana describe nuevas doctrinas de los orígenes de la Creación y de los conceptos del Olam HaTohu (en hebreo:  עולם התהו "El mundo de Tohu-Caos") y Olam HaTikun (en hebreo: עולם התיקון "El mundo de Tikun-Rectificación") que representan dos estados espirituales arquetípicos de ser y conciencia. Estos conceptos se derivan de la interpretación de Isaac Luria y de las especulaciones míticas sobre referencias en el Zohar. El principal divulgador de las ideas de Luria fue el rabino Jaim ben Joseph Vital de Calabria (Italia) quien afirmó ser el intérprete oficial del sistema luriánico, aunque algunos otros disputaron este reclamo. Juntas, las enseñanzas compiladas escritas por la escuela de Luria después de su muerte se denominan metafóricamente "Kitvei HaARI" (Escritos del ARI) aunque difirieron en algunas interpretaciones centrales en las primeras generaciones.
Las interpretaciones previas del Zohar habían culminado en el esquema racionalmente influenciado de Moisés ben Jacob Cordovero en Safed, inmediatamente antes de la llegada de Luria. Tanto los sistemas de Cordovero como los de Luria le dieron a la cábala una sistematización teológica para rivalizar con la eminencia anterior de la filosofía judía medieval. Bajo la influencia del renacimiento místico de la Escuela de Safed en el siglo XVI, el lurianismo se convirtió en la teología judía dominante casi universal en la era moderna temprana, tanto en los círculos académicos como en la imaginación popular. El esquema de Luria, leído por sus seguidores con armonía, y sucesivamente más avanzado que el sistema del rabino Cordovero, el cual fue en su mayoría fue desplazado, se convirtió en la base de desarrollos posteriores del misticismo judío. Después del Ari, el Zohar fue interpretado en términos luriánicos, y más tarde los cabalistas esotéricos expandieron la teoría mística dentro del sistema luriánico. Los posteriores movimientos jasídicos y sus opositores los mitnagdim, divergieron sobre las implicaciones de la cábala luriana y su papel social en el misticismo popular. La herejía mística del judío Sabatai Zvi, también derivaría su origen del mesianismo luriánico, pero distorsionaría la interdependencia cabalística del misticismo con la observancia judía de la ley judía, la Halajá.

## La naturaleza del pensamiento luriánico

#### Antecedentes

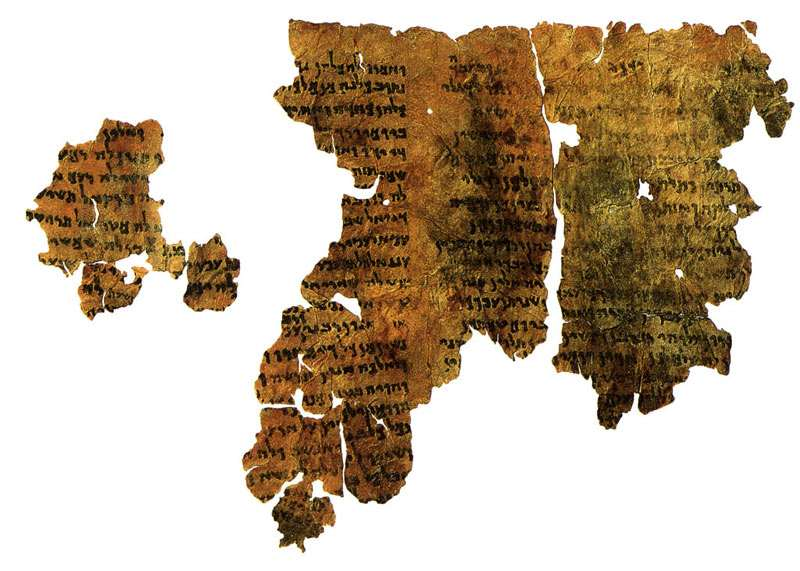

El rasgo característico del sistema teórico y meditativo de Luria es su refundición de la jerarquía previa y estática de los niveles divinos en desarrollo, en un dinámico drama espiritual cósmico de exilio y redención. A través de esto, esencialmente se convirtieron dos versiones históricas de la tradición teórico-teosófica en Kabbalah:    
1  La Kabbalah medieval y el Zohar como se entendía inicialmente (a veces llamado "cabalá clásica / zohariana"), que recibió su sistematización por Moshe Cordovero inmediatamente antes de Luria en el período temprano-moderno.
2  La Kabbalah luriana, la base del misticismo moderno judío, aunque Luria y los cabalistas posteriores ven el lurianismo como una explicación del verdadero significado del Zohar, como un cuerpo estructurado susceptible de actualizar como los seres vivos.

#### Kabbalahanterior
Las doctrinas místicas de la Kabbalah aparecieron en círculos esotéricos en el siglo XII en el sur de Francia (Provenza-Languedoc), extendiéndose al siglo XIII en el norte de España (Cataluña y otras regiones). El desarrollo místico culminó con la diseminación del Zohar desde 1305, el texto principal de la Kabbalah. La Kabbalah medieval incorporó motivos descritos como "neoplatónicos" (reinos descendentes linealmente entre lo infinito y lo finito), "gnóstico" (en el sentido de varios poderes que se manifiestan desde la divinidad singular, en lugar de dioses plurales) y "míticos" (en contraste con lo racional, como las primeras doctrinas de la reencarnación del judaísmo). Los comentarios posteriores sobre el Zohar intentaron proporcionar un marco conceptual en el que sus imágenes altamente simbólicas, ideas libremente asociadas y enseñanzas aparentemente contradictorias podrían unificarse, entenderse y organizarse sistemáticamente. Meir ben Ezekiel ibn Gabbai (nacido en 1480) fue un precursor en esto, pero las obras enciclopédicas de Moisés Cordovero (1522-1570) sistematizaron de manera influyente el esquema de la Kabbalah medieval, aunque no explicaron algunas creencias clásicas importantes, como la reencarnación. El esquema medieval-cordoveriano describe en detalle un proceso lineal y jerárquico donde la Creación finita evoluciona ("Hishtalshelut") secuencialmente desde el Ser infinito de Dios. Las sefirot (atributos divinos) en la Kabbalah actúan como fuerzas discretas y autónomas en el desarrollo funcional de cada nivel de la Creación desde el potencial hasta lo actual. El bienestar del Reino Divino Superior, donde las sefirot son manifiestamente supremas, está mutuamente ligado al bienestar del Reino Humano Inferior. Los actos del hombre, al final de la cadena, afectan la armonía entre los sefirot en los mundos espirituales superiores. Mitzvot (las observancias judías) y las acciones virtuosas traen la unidad de Arriba, permitiendo la unidad entre Dios y la Shejiná (Presencia Divina) y de abajo, que abre el flujo de vitalidad divina a través de la Creación. El pecado y las acciones egoístas introducen disrupción y separación a través de la Creación. El mal, causado por las acciones humanas, es un desbordamiento mal dirigido,seguido de Geburáh (severidad) sin control en lo alto.

#### La primera comunidad moderna de Safed

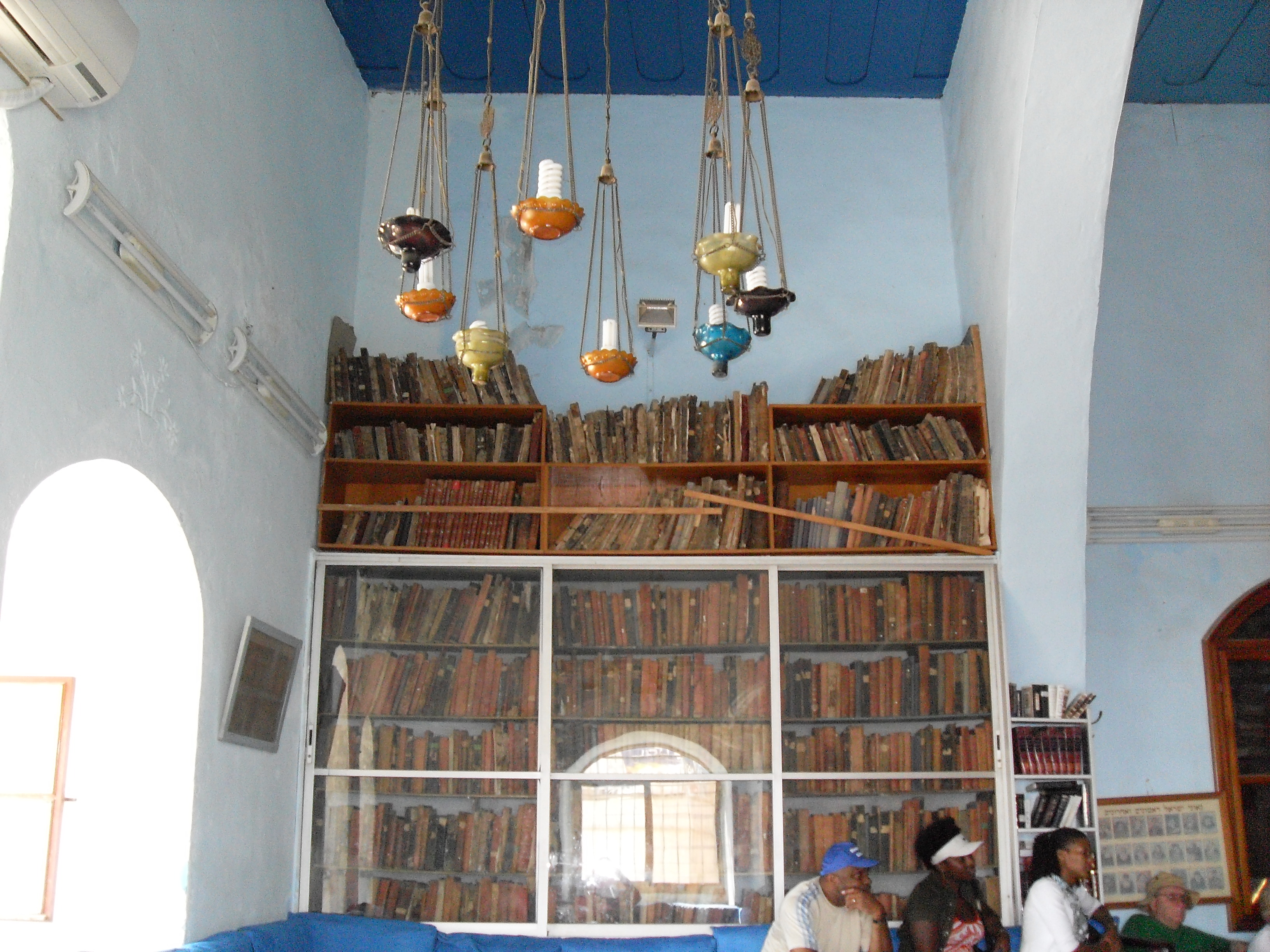
La sinagoga Joseph Karo en Safed. El 1538 intento de Safed por parte de Jacob Berab para restaurar el Semikhah tradicional (organización rabínica), reeligió el enfoque mesiánico de la comunidad. Karo, autor de la norma Shulkhan Arukh (Código de Derecho) fue nombrado

El renacimiento de la cábala en el siglo XVI en la comunidad Galilea de Safed, que incluía a Joseph Caro, Moshé Alshich, Moisés Cordovero, Isaac Luria y otros, fue moldeado por su particular perspectiva espiritual e histórica. Después de la Expulsión de España de 1492, sintieron una urgencia y responsabilidad personal en nombre del pueblo judío para acelerar la redención mesiánica. Esto implicó un énfasis en las prácticas cercanas de ascetismo y parentesco, y el desarrollo de rituales con un enfoque comunal-mesiánico. Los nuevos desarrollos de Cordovero y Luria en la sistematización de la cábala anterior buscaron la diseminación mística más allá de los círculos académicos cercanos a los que antes se restringía la cábala. Sostuvieron que la amplia publicación de estas enseñanzas, y las prácticas meditativas basadas en ellas, acelerarían la redención para todo el pueblo judío. Sin embargo, es justo señalar que hay antecedentes muy tempranos de visiones e interpretaciones gnósticas en el judaísmo, ejemplificados en varios escritos recopilados desde  los manuscritos del mar muerto, que se remontarían a siglo I y II d. C.,   así como indicadores de Seteanismo primigenio  que de acuerdo a estudiosos como  Hans-Martin Schenke se  remontan a períodos como la reconstrucción del segundo templo y su caída (515 a. C.-70 d. C.). Por otro lado están los manuscrito de Nag Hammadi (S. III y IV de nuestra era), que si bien están relacionados con el gnosticismo cristiano, algunos de los textos de este códice evocan ciertos rezos, meditaciones e invocaciones que recuerdan en alguna medida la cábala de Luria del siglo XVI.

#### Kabbalahluriana
Donde el objetivo mesiánico permaneció solo periférico en el esquema lineal de Cordovero, el esquema teórico más comprensivo y las prácticas meditativas de Luria explicaron el mesianismo como su dinámica central, incorporando la completa diversidad de conceptos cabalísticos previos como resultados de sus procesos. Luria conceptualiza los mundos espirituales a través de su dimensión interna del exilio y la redención divina. El mito luriánico trajo a colación las nociones cabalísticas más profundas: teodicea (origen primordial del mal) y exilio de la Shekhinah (Presencia Divina), la redención escatológica, el papel cósmico de cada individuo y los asuntos históricos de Israel, el simbolismo de la sexualidad en las manifestaciones divinas supremas, y la dinámica inconsciente en el alma. Luria dio articulaciones teosóficas esotéricas a las preguntas más fundamentales y teológicamente atrevidas de la existencia.

#### Punto de vista cabalístico

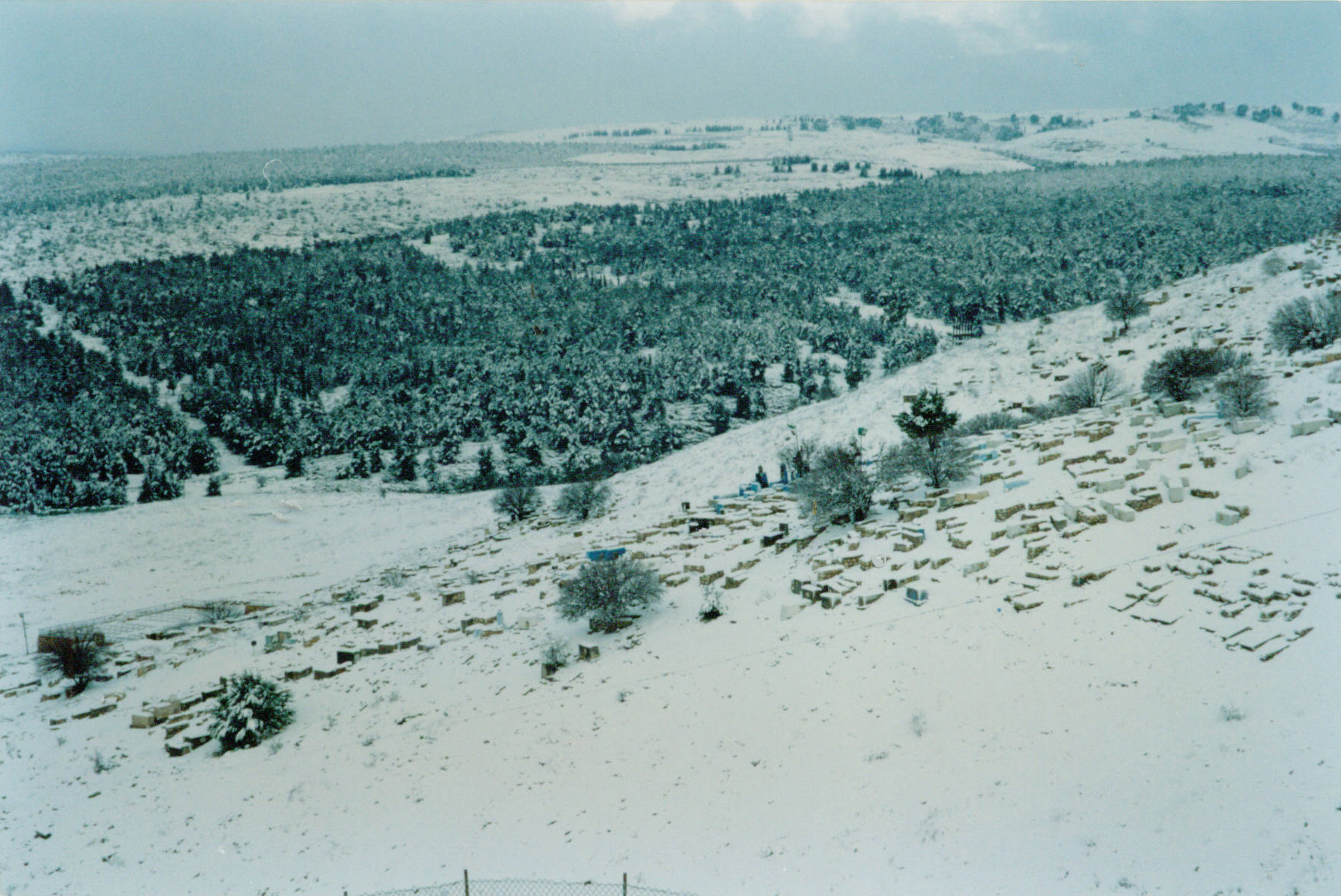
El antiguo cementerio de Safed donde están enterrados sus personajes místicos y legales del, entre ellos Yosef Karo, Shlomo Alkabetz, Moshe Alshich, Moshe Cordovero y el Ari. Después de la expulsión de España, el círculo de Safed tenía una responsabilidad mesiánica nacional, reflejada en el esquema luriánico.

Los cabalistas religiosos ven la profundidad más profunda de la teoría de Luria, debido a su descripción y exploración de aspectos de la divinidad, enraizados en el Ein Sof (el Infinito), que trascienden el misticismo revelado, racionalmente aprehendido descrito por Cordovero. El sistema de la cábala medieval se incorpora como parte de su dinámica más amplia. Donde Cordovero describió las sefirot (atributos divinos) y los cuatro reinos espirituales, precedidos por Adam Kadmon, desplegándose secuencialmente desde el Ein Sof, Luria exploró el origen supraracional de estos cinco mundos dentro del Infinito. Esto reveló nuevas doctrinas de Tzimtzum primordial (retiro) y la Shevirá (quiebra) y la reconfiguración de las sefirot. En la cábala, lo que precedió más profundamente en los orígenes también se refleja en las dimensiones internas de la subconsiguente Creación, para que Luria pudiera explicar el mesianismo, los aspectos divinos y la reencarnación, y las creencias cabalísticas que permanecieron sin sistematizar de antemano. 

Cordovero y los intentos medievales de sistematización cabalística, influenciados por la filosofía judía medieval, aborda la teoría cabalística a través del paradigma racionalmente concebido de Hishtalshelut (evolución secuencial de niveles espirituales entre lo Infinito y lo Finito — los recipientes o estructuras externas de cada mundo espiritual). Luria sistematiza la cábala como un proceso dinámico de Hitlabshut (enclaustramiento de las almas superiores dentro de los vasos inferiores — las dimensiones interiores o alma de cada mundo espiritual). Esto contempla dimensiones internas dentro de cualquier nivel de la Creación, cuyo origen trasciende el nivel en el que están revestidas. El paradigma espiritual de la Creación se transforma en un proceso dinámico de interacción en la divinidad, es decir, manifestaciones divinas investidas una dentro de otra, y estando sujetas al exilio y redención.
El concepto de hitlabshut ("investidura") implica un cambio radical de enfoque al considerar la naturaleza de la Creación. Según esta perspectiva, la dinámica principal de la Creación no es evolutiva, sino más bien interaccional. Los estratos más altos de la realidad constantemente se envisten dentro de los estratos inferiores, como el alma dentro de un cuerpo, infundiendo así cada elemento de la Creación con una fuerza interna que trasciende su propia posición dentro de la jerarquía universal. Hitlabshut es en gran medida una dinámica "biológica", que representa la fuerza vital que reside dentro de la Creación; por otro lado, es uno "físico", interesado por la energía condensada de la "materia" (vasos espirituales) en lugar de la fuerza vital del alma.
Debido a este paradigma más profundo y más interno, las nuevas doctrinas que Luria introdujo explican las enseñanzas y pasajes cabalísticos en el Zohar que permanecieron superficialmente entendidos y descritos externamente anteriormente. Conceptos aparentemente no relacionados se unifican como parte de una imagen completa y más profunda. Los sistemadistas cabalistas anteriores a Luria, que culminaron con Cordovero, fueron influenciados por la Guía filosófica de Maimónides, en su intento de descifrar el Zohar intelectualmente, y unificar la sabiduría esotérica con la filosofía judía. En cábala esto encarna el nivel mental o Neshamá (comprensión) del alma. Las enseñanzas de Luria desafían al alma a ir más allá de las limitaciones mentales. Aunque se presenta en términos intelectuales, sigue siendo una doctrina revelada, supraracional, que da una sensación de estar más allá del alcance intelectual. Esto corresponde al nivel del alma de Hayá (conocimiento de la sabiduría), descrito como aprehensión "tocar / no tocar".

#### Punto de vista académico
En el estudio académico de la cábala, Gershom Scholem vio el lurianismo como una respuesta histórica al trauma del exilio español, una mitificación del judaísmo totalmente expresada, y un misticismo paradójicamente mesiánico único, ya que fenomenológicamente el misticismo usualmente involucra el retiro de la comunidad. En la academia más reciente, Moshe Idel ha desafiado la influencia histórica de Scholem en el lurianismo, viéndolo en cambio como un desarrollo en evolución dentro de los factores inherentes del misticismo judío en sí mismo.

## Conceptos

#### Tzimtzumprimordial - Contracción de la divinidad
Isaac Luria propuso la doctrina del Tzimtzum, (es decir, alternativamente: "Contracción / Ocultación / Condensación / Concentración"), la autoretirada de la divinidad primordial para "hacer espacio" para la Creación posterior. 
La cábala anterior enseñó que antes de la creación de los reinos espirituales o físicos, el Ein Sof (Sin fin), la simplicidad divina, llenó toda la realidad. En una forma mística de autorevelación divina, el Ohr Ein Sof ("Luz del Ein Sof / Luz Infinita") brilló dentro del Ein Sof antes de cualquier creación. En la Unidad absoluta del Ein Sof, "no hay cosa" (sin limitación / final) podría existir, ya que todos serían anulados. Acerca del Ein Sof no se puede postular nada, ya que trasciende toda comprensión o definición. La cábala medieval sostenía que al comienzo de la Creación, desde el Ein Sof emergía de la ocultación los 10 atributos sefirot divinos para emanar la existencia. La vitalidad brilló por primera vez para Adam Kadmon (Hombre primordial), el reino de la Voluntad Divina), nombrado metafóricamente en relación con el Hombre que está enraizado en el plan divino inicial. De Adam Kadmon emergieron secuencialmente los cuatro reinos espirituales  descendentes: Atzilut (Emanación — el nivel de la sabiduría divina), Beriá (Creación — intelecto divino), Yetzirá (Formación — emociones divinas), Assiá (Acción - realización divina). En la cábala medieval, el problema de la creación finita que surgió del Infinito fue parcialmente resuelto por innumerables y sucesivos tzimtzumim ocultos, o contracciones, velos de la abundancia divina a través de los mundos, reduciéndolo sucesivamente a las intensidades apropiadas. En cada etapa, el flujo absorbido creaba reinos, transmitiendo residuos a niveles inferiores. 
Para Luria, esta cadena causal no resolvió la dificultad, ya que la calidad infinita del Ohr Ein Sof, incluso si estuviera sujeto a innumerables velos o contracciones, aún impediría la existencia independiente. Él avanzó un salto inicial, radical, primordial de Tzimtzum antes de la Creación, el autoretiro de la divinidad. En el centro del Ein Sof, la retirada formó una metafórica (no espacial) Khalal/Makom Ponui (Vacío — espacio vacío) en el cual la Creación tendría lugar. El vacío no estaba totalmente vacío, ya que quedaba un ligero Reshimá (Impresión) de la realidad anterior, similar al agua que se adhiere a un recipiente vacío.
En el vacío luego brilló una nueva luz, el Kav (Rayo — línea), una extensión disminuida "delgada" de la Luz Infinita original, que se convirtió en la fuente de toda la Creación posterior. Aunque todavía infinita, esta nueva vitalidad era radicalmente diferente de la Luz Infinita original, ya que ahora estaba potencialmente adaptada a la perspectiva limitada de la Creación. Como la perfección de Ein Sof abarca tanto la infinitud como la finitud, la Luz Infinita posee cualidades finitas ocultas latentes. El Tzimtum permitió que cualidades infinitas se retiraran al Ein Sof y surgieran cualidades potencialmente finitas. Cuando el Kav brilló en el centro del vacío, abarcó diez "concéntricos" Iggulim (el esquema conceptual de "Círculos"), formando las sefirot, permitiendo que la Luz aparezca en su diversidad.
En el desarrollo de la escuela de Luria, el debate consideró el grado en que su esquema era metafórico (más filosófico) o literal (más mitológico). Las diferencias sobre el tzimtum giraban sobre si lo divino era inmanente en la Creación o no. Sin embargo, todos enfatizaron que los conceptos necesitaban desinversión de la falsa interpretación corporal-espacial. La dialéctica entre Tzimtum y Kav comienza una dinámica de exilio divino / crisis-redención / catarsis en el lurianismo que continúa repitiéndose a través de consecuencias posteriores en el despliegue de la Creación. En cada etapa, la divinidad antes de la crisis regresa después en una nueva forma, para permitir la rectificación. Los niveles creativos ya no son entidades cerradas por sí mismas, completas en sí mismas.

#### Shevirá: ruptura de los recipientessefirot
La primera configuración divina dentro del vacío comprende a Adam Kadmon, el primer reino espiritual prístino descrito en la Cábala anterior. Es la manifestación de la voluntad divina específica para la creación posterior, dentro del marco relativo de la creación. Su nombre antropomórfico indica metafóricamente la paradoja de la creación (Adán - hombre) y la manifestación (Kadmon - divinidad primordial). El hombre está destinado a ser la encarnación futura en la creación posterior, aún no emergida, de las manifestaciones divinas. El Kav forma el sefirot, aún solo latente, de Adam Kadmon en dos etapas: primero como Iggulim (Círculos), luego englobado como Yosher (Vertical), los dos esquemas de organizar las sefirot. En la explicación sistemática de Luria de los términos encontrados en la Cábala clásica:
- Iggulim es la sefirot que actúa como diez principios "concéntricos" independientes;
- Yosher es un Partzuf (configuración) en el que los sefirot actúan en armonía entre sí en el esquema de tres columnas.

"Vertical" es llamado así por medio de una analogía con el alma y el cuerpo del hombre. En el hombre, los diez poderes sefiróticos del alma actúan en armonía, reflejados en los diferentes miembros del cuerpo, cada uno con una función particular. Luria explicó que es la configuración Yosher de la sefirot a la que se refiere Génesis 1:27: "Dios creó al hombre a su propia imagen, a imagen de Dios lo creó, varón y hembra los creó". Sin embargo, en Adam Kadmon, ambas configuraciones de sefirot permanecen solo en potencial. Adam Kadmon es luz divina pura, sin vasos, limitada por su potencial futuro de crear vasijas, y por el efecto limitante del Reshima.
De la configuración figurativa no corpórea de Adam Kadmon, emanan cinco luces: metafóricamente de los "ojos", "orejas", "nariz", "boca" y "frente". Estos interactúan entre sí para crear tres etapas espirituales del mundo en particular después de Adam Kadmon: Akudim ("Ligado" - caos estable), Nekudim ("Puntos" - caos inestable), y Berudim ("Conectado" - comienzo de la rectificación). Cada reino es una etapa secuencial en la primera aparición de los vasos sefiróticos, antes del mundo de Atziluth (Emanación), el primero de los cuatro mundos espirituales de la creación descritos en la Cábala anterior. Cuando las sefirot emergieron dentro de los vasos, actuaron como diez fuerzas de Iggulim independientes, sin interrelación. Jesed (Bondad) se opuso a Gevurá (Severidad), y así con las emociones posteriores. Este estado, el mundo de Tohu (Caos) precipitó una catástrofe cósmica en el reino Divino. Tohu se caracteriza por un gran Orh divino (Luz) en vasos débiles, inmaduros y no armonizados. Cuando la luz divina se vertió en el primer sefirot intelectual, sus recipientes estuvieron lo suficientemente cerca de su fuente para contener la abundancia de vitalidad. Sin embargo, a medida que el desbordamiento continuaba, la subsecuente sefirot emocional se hizo añicos (Shevirat HaKeilim — ruptura de las vasijas) desde Biná (Comprensión) hasta Yesod (Fundación) bajo la intensidad de la luz. La sephirá final Maljut (Realeza) permanece parcialmente intacta como la Shekhina exiliada (inmanencia divina femenina) en la creación. Esta es la cuenta esotérica en Génesis y Crónicas de los ocho reyes de Edom que reinaron antes de que reinase cualquier rey en Israel. Los fragmentos de las vasijas rotas cayeron del reino de Tohu en el orden posterior creado de Tikun (Rectificación), fragmentándose en innumerables fragmentos, cada uno animado por Nitzutzot (chispas) en el exilio de su luz original. Las chispas divinas más sutiles se asimilaron en los reinos espirituales superiores como su fuerza de vida creativa. Los fragmentos más gruesos y animados cayeron en nuestro reino material, con fragmentos más bajos que nutren a los Kelipot (Conchas) en sus reinos de impureza.

#### Partzufim- Personas divinas

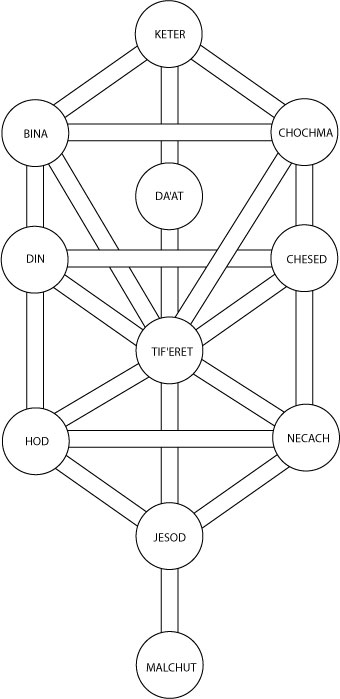
El sefirot en el esquema de Yosher ("vertical"), a partir del cual se desarrollan los partzufim

Los siguientes Cuatro mundos espirituales de la Creación, descritos en la Cábala anterior, encarnan el reino luriánico de Tikun ("Rectificación"). Tikun se caracteriza por luces más bajas y menos sublimes que Tohu, pero en vasijas fuertes, maduros y armonizadas. La rectificación se inicia por primera vez en Berudim, donde los sefirot armonizan sus 10 fuerzas mediante la inclusión de las otras como principios latentes. Sin embargo, la rectificación suprema se completa en Atziluth (mundo de "emanación") después de la Shevira, a través de la sefirot transformando en Partzufim (divina "Rostros / Configuraciones"). En la Kabbalah Zohárica, los partzufim aparecen como aspectos divinos supremos particulares, que se exponen en la Idrot esotérica, pero se vuelven sistematizados solo en el Lurianismo. Los 6 partzufim primarios, que promueve su division en 12 formas secundarias: 
- Atik Yomin ("Anciano de días") partzuf interior del deleite Keter
- Arikh Anpin ("Vasija Larga") partzuf exterior del deseo Keter
- Abba ("Padre") partzuf de la Sabiduría Jojma
- Imma ("Madre") partzuf de  Comprensión Binah
- Zeir Anpin ("Vasija corta" - Hijo) partzuf de sephirot emocionales
- Nukva ("Femenina" - Hija) partzuf de Maljut Reinado

Los Parzufim son las sefirot que actúan en el esquema de Yosher, como en el hombre. En lugar de incluir de forma latente otros principios de forma independiente, los partzufim transforman cada sephira en configuraciones antropomórficas de tres columnas de 10 sephirot, cada una de las cuales interactúa y se enviste dentro de las otras. A través de los parzufim, la debilidad y la falta de armonía que instigaron a shevirah se sana. Atziluth, el reino supremo de la manifestación Divina y la conciencia exclusiva de la Unidad Divina, es eternamente rectificado por los partzufim; sus chispas de raíz de Tohu son completamente redimidas.Sin embargo, los tres mundos inferiores de Beriá ("Creación"), Yetzirah ("Formación") y Assiah ("Acción") encarnar niveles sucesivos de autoconciencia independiente de la Divinidad.La rectificación activa de Tikun de la Creación inferior solo se puede lograr desde Abajo, desde dentro de sus limitaciones y perspectiva, en lugar de imponerse desde Arriba. La redención y transformación mesiánica de la Creación es realizada por el Hombre en el reino más bajo, donde predomina la impureza.Si al principio Dios hubiera creado los partzufim en lugar de las Sefirot, no habría habido maldad en el mundo, y consecuentemente ninguna recompensa ni castigo; porque la fuente del mal está en las Sefirot o vasijas rotas (Shvirat Keilim), mientras que la luz del Ein Sof produce solo lo que es bueno. 
Estas cinco figuras se encuentran en cada uno de los Cuatro Mundos; es decir, en el mundo de la Emanación (atzilut), la Creación (beriá), la Formación (yetzirah) y en el de la Acción (asiyah), que representa el mundo material.

#### Birur - Clarificación por el hombre

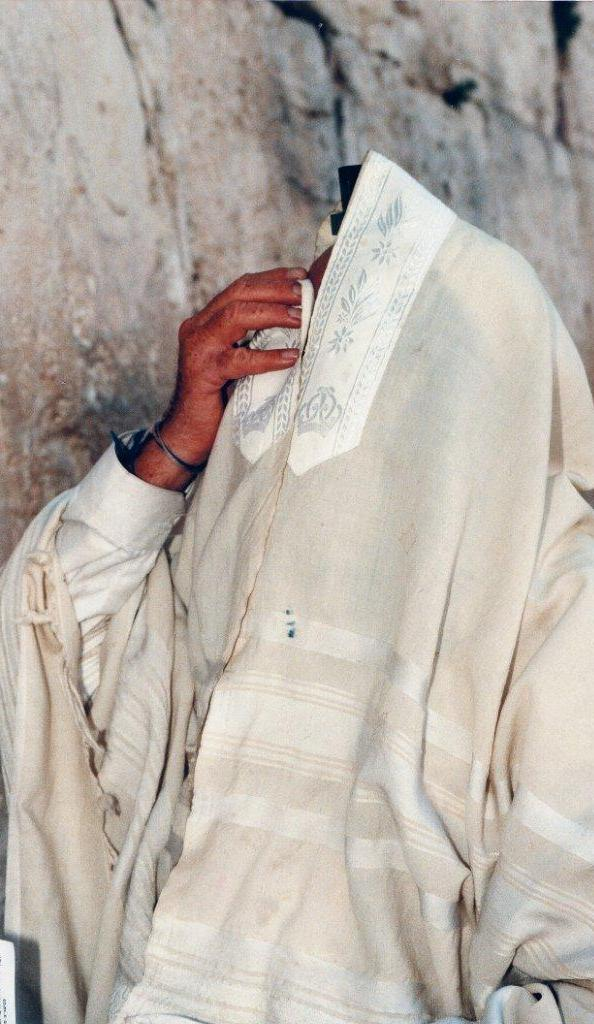
El alma de Adán incluyó todas las almas humanas futuras, mientras que las 613 mitzvot se relacionan con 613 "miembros" espirituales en la configuración del alma.

La tarea de rectificar las chispas de santidad que fueron exiliadas en los Mundos espirituales inferiores autoconscientes se le dio a Adán Bíblico en el Jardín del Edén.En el relato luriánico, Adán y Hava (Eva) antes del pecado del Árbol del Conocimiento no residían en el mundo físico Assiah ("Acción"), en el nivel actual de Maljut (Sephirah inferior "Reinado"). En cambio, el Jardín era el reino no físico de Yetzirah ("Formación"), y en el sephirah superior de Tiferet ("Belleza").

#### Gilgul - La reencarnación y el alma
El sistema psicológico de Luria, en el que se basa su Cabalá devocional y meditativa, está estrechamente relacionado con sus doctrinas metafísicas. De los cinco partzufim, dice, emanaron cinco almas, Nefesh ("Espíritu"), Ru'ach ("Viento"), Neshamah ("Alma"), Chayah ("Vida") y Yechidah ("Singular"); el primero de ellos es el más bajo y el último el más alto.(Fuente: Etz Jaim). El alma del hombre es el vínculo de conexión entre lo infinito y lo finito, y como tal tiene un carácter múltiple.Todas las almas destinadas a la raza humana fueron creadas junto con los diversos órganos de Adán. Como hay órganos superiores e inferiores, también hay almas superiores e inferiores, de acuerdo con los órganos con los que están respectivamente acoplados.Así, hay almas del cerebro, almas del ojo, almas de la mano, etc.Cada alma humana es una chispa (nitzotz) de Adán. El primer pecado del primer hombre causó confusión entre las diversas clases de almas:el superior se entremezcló con el inferior; bien con mal; de modo que incluso el alma más pura recibió una mezcla de maldad, o, como lo llama Luria, del elemento de las "cáscaras" (Kelipoth). A consecuencia de la confusión, los primeros no se ven privados por completo del bien original, y los últimos no están del todo libres del pecado. Este estado de confusión, que da un impulso continuo hacia el mal, cesará con la llegada del Mesías, que establecerá el sistema moral del mundo sobre una nueva base. Hasta la llegada del Mesías, el alma del hombre, debido a sus deficiencias, no puede volver a su origen, y tiene que vagar no solo a través de los cuerpos de los hombres y de los animales, sino también a través de cosas inanimadas como la madera, los ríos y piedras. A esta doctrina de gilgulim (reencarnación de almas) Luria añadió la teoría de la impregnación (ibbur) de las almas; es decir, si un alma purificada ha descuidado algunos deberes religiosos en la tierra, debe volver a la vida terrenal y, uniéndose al alma de un hombre vivo, y unirse con ella para reparar tal descuido.
Además, el alma difunta de un hombre liberado del pecado aparece nuevamente en la tierra para apoyar a un alma débil que se siente designada a su tarea. Sin embargo, esta unión, que puede extenderse a dos almas a la vez, solo puede tener lugar entre almas de carácter homogéneo; es decir, entre los que son chispas del mismo órgano adamita. La dispersión de Israel tiene para su propósito la salvación de las almas de los hombres; como las almas purificadas de los israelitas cumplirán la profecía de convertirse en "lámpara para las naciones" influenciando en las almas de los hombres de otras razas para hacer el bien. Según Luria, existen signos por los cuales uno puede aprender la naturaleza del alma de un hombre: a qué grado y clase pertenece; la relación que existe entre él y el mundo superior; las andanzas que ya ha logrado; los medios por los que puede contribuir al establecimiento del nuevo sistema moral del mundo; y a qué alma debe unirse para purificarse y encontrarse a si mismo.

## Influencia

#### Herejías místicas sabateanas
La Cabalá luriánica ha sido acusada por algunos de ser la causa de la propagación de los mesías sabateos Shabtai Tzvi (1626-1676) y Jacob Frank (1726-1791), y sus herejías basadas en la Cabalá. El renacimiento místico del siglo XVI en Safed, liderado por Moshe Cordovero, Joseph Karo e Isaac Luria, convirtió el estudio cabalístico en una meta popular de los estudiantes judíos, hasta cierto punto compitiendo por la atención con el estudio talmúdico. mientras que también captura la influencia de la imaginación pública. Shabbeteanismo surgió en esta atmósfera, junto con las opresiones del Exilio, junto a círculos místicos tradicionales genuinos.
Donde el esquema de Isaac Luria enfatizó el papel democrático de cada persona en el rescate de las chispas caídas de la santidad, asignando al Mesías solo una llegada concluyente en el proceso, El profeta de Shabbetai Nathan de Gaza interpretó su papel mesiánico como fundamental para reclamar aquellas chispas perdidas en la impureza. Ahora la fe en su papel mesiánico, después de que apostató al islam, se hizo necesaria, así como también la fe en sus acciones antinómicas. Jacob Frank afirmó ser una reencarnación de Shabbetai Tzvi, enviado a reclamar chispas a través de las acciones más anarquistas de sus seguidores, afirmando que la ruptura de la Torá en su era mesiánica emergente ahora era su cumplimiento, lo opuesto a la necesidad mesiánica de la devoción halájica por Luria y los cabalistas. En cambio, para los cabalistas de élite del siglo XVI de Safed después de la expulsión de España, sintieron una responsabilidad nacional personal, expresada a través de su renacimiento místico, estrecheces ascéticas, fraternidad devota y estrecha adhesión a la práctica normativa judía.

#### Influencia en la práctica ritual y la meditación de oración

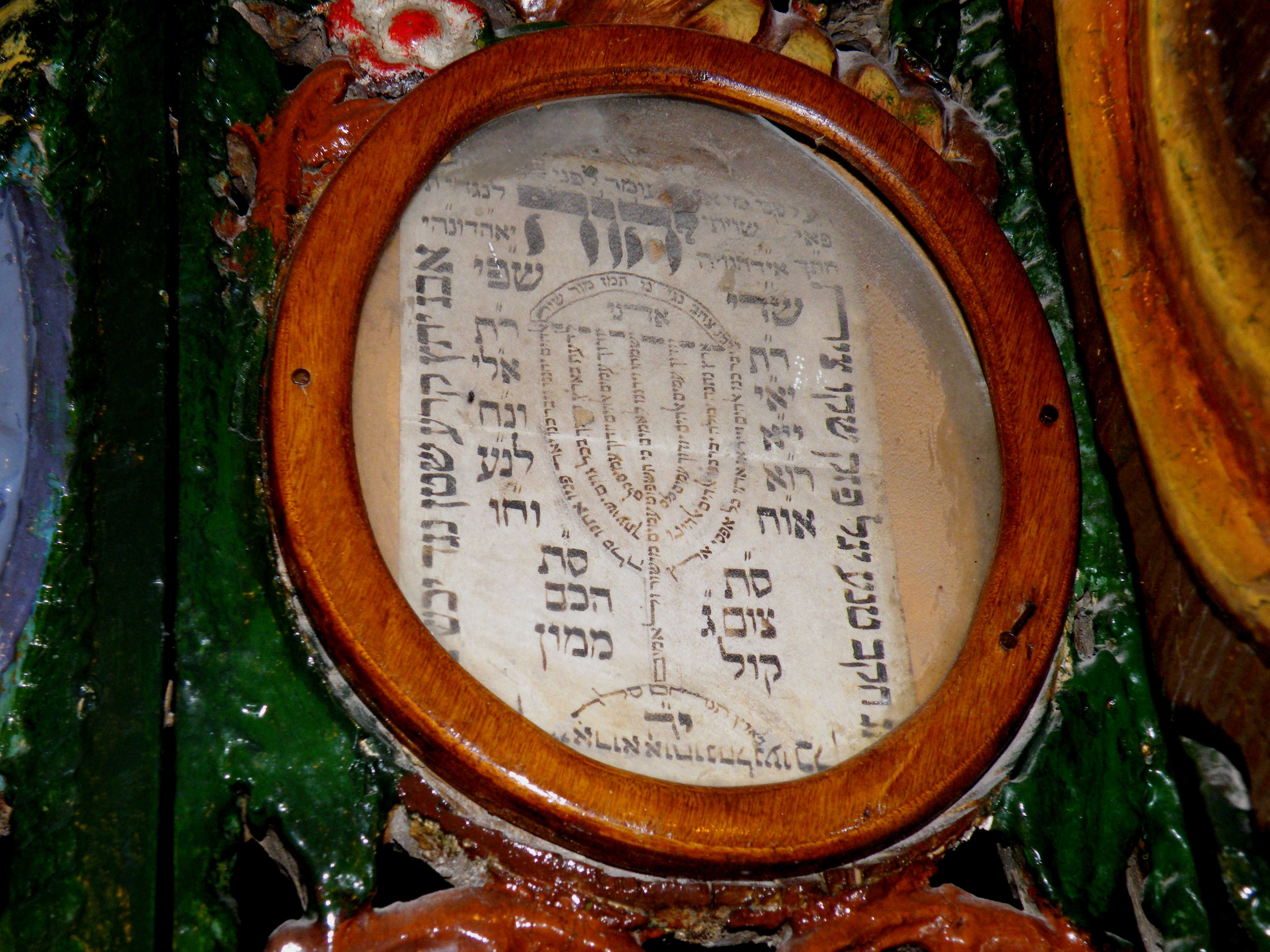
Tabla cabalística de nombres divinos en la sinagoga de Ari. El método tradicional de oración luriánica involucraba meditaciones esotéricas kavanot en permutaciones específicas de la letra Divina relacionadas con cada oración

La Cábala luriána siguió siendo la principal escuela de misticismo en el judaísmo, y es una influencia importante en el jasidismo y los cabalistas sefardíes. De hecho, solo una minoría de los místicos judíos actuales pertenecen a otras ramas del pensamiento en el misticismo zohárico. Algunos kabbalistas judíos han dicho que los seguidores de Shabbetai Tzvi evitaron fuertemente las enseñanzas de la Cabalá Luriánica porque su sistema desmintió sus nociones. Por otro lado, los shabbetianos utilizaron los conceptos luriánicos de chispas atrapadas en la impureza y las almas puras se mezclaron con las impuras para justificar algunas de sus acciones antinómicas.

Luria introdujo su sistema místico en la observancia religiosa. Cada mandamiento tenía un significado místico particular. El Shabat con todas sus ceremonias era considerado como la encarnación de la Divinidad en la vida temporal, y cada ceremonia realizada ese día se consideraba que tenía una influencia sobre el mundo superior. Cada palabra y sílaba de las oraciones prescritas contiene nombres ocultos de Dios sobre los cuales uno debe meditar devotamente mientras recita. Las nuevas ceremonias místicas fueron ordenadas y codificadas bajo el nombre de Shulkhan Arukh HaARI (El "Código de la Ley del Ari"). Además, una de las pocas escrituras del propio Luria comprende tres himnos de la mesa del sábado con alusiones místicas. Del himno de la tercera comida:
Ustedes, príncipes del palacio, que anhelan contemplar el esplendor de Zeir Anpin
Esté presente en esta comida en la que el Rey deja Su huella
Exulta, regocíjate en esta reunión junto con los ángeles y todos los seres celestiales
Regocíjate ahora, en este momento tan propicio, cuando no hay tristeza ...
Invito al Anciano de los Días en este momento propicio, y la impureza será completamente eliminada ...
De acuerdo con la costumbre de participar en el estudio nocturno de la Torá en el festival de Shavuot, Isaac Luria organizó un servicio especial para la vigilia nocturna de Shavuot, el Tikkun Leil Shavuot ("Rectificación de la noche de Shavuot"). Se recita comúnmente en la sinagoga, con Kadish si el Tikkun se estudia en un grupo de diez. Después, los jasidim se sumergen en una mikve antes del amanecer.

#### La espiritualidad judía moderna y las opiniones disidentes
Las ideas del rabino Luria gozan de amplio reconocimiento entre los judíos de hoy. Tanto los ortodoxos como los reformistas, reconstruccionistas y los miembros de otros grupos judíos frecuentemente reconocen la obligación moral de "reparar el mundo" (tikkun olam). Esta idea se basa en la enseñanza de Luria de que los fragmentos de divinidad permanecen contenidos en la creación material defectuosa y que los actos rituales y éticos de los justos ayudan a liberar esta energía. Sin embargo, la teología mística del Ari no ejerce el mismo nivel de influencia en todas partes. Las comunidades donde el pensamiento de Luria tiene menos influencia incluyen muchas comunidades ortodoxas alemanas y modernas, grupos que llevan adelante tradiciones españolas y portuguesas, un segmento considerable de judíos baladíes yemenitas (ver Dor Daim) y otros grupos que siguen una forma de judaísmo de la Torá basada más en autoridades como Maimonides y los Geonim.
Con su proyecto Racionalista, el movimiento Haskalah del siglo XIX y el estudio crítico del Judaísmo desestimaron la Cabalá. En el siglo XX, Gershom Scholem inició el estudio académico del misticismo judío, utilizando la metodología histórica, pero reaccionando contra lo que él veía como su dogma exclusivamente racionalista. Más bien, identificó el misticismo judío como el trasfondo vital del pensamiento judío, renovando periódicamente el judaísmo con un nuevo ímpetu místico o mesiánico. El respeto académico de la Cábala en el siglo XX, así como un mayor interés en la espiritualidad, refuerzan el renovado interés cabalístico de las denominaciones judías no ortodoxas en el siglo XX. Esto a menudo se expresa a través de la incorporación jasídica de la Cabalá, incorporada en Neo-Jasidismo y Renovación Judía.

#### Lurianismo tradicional contemporáneo

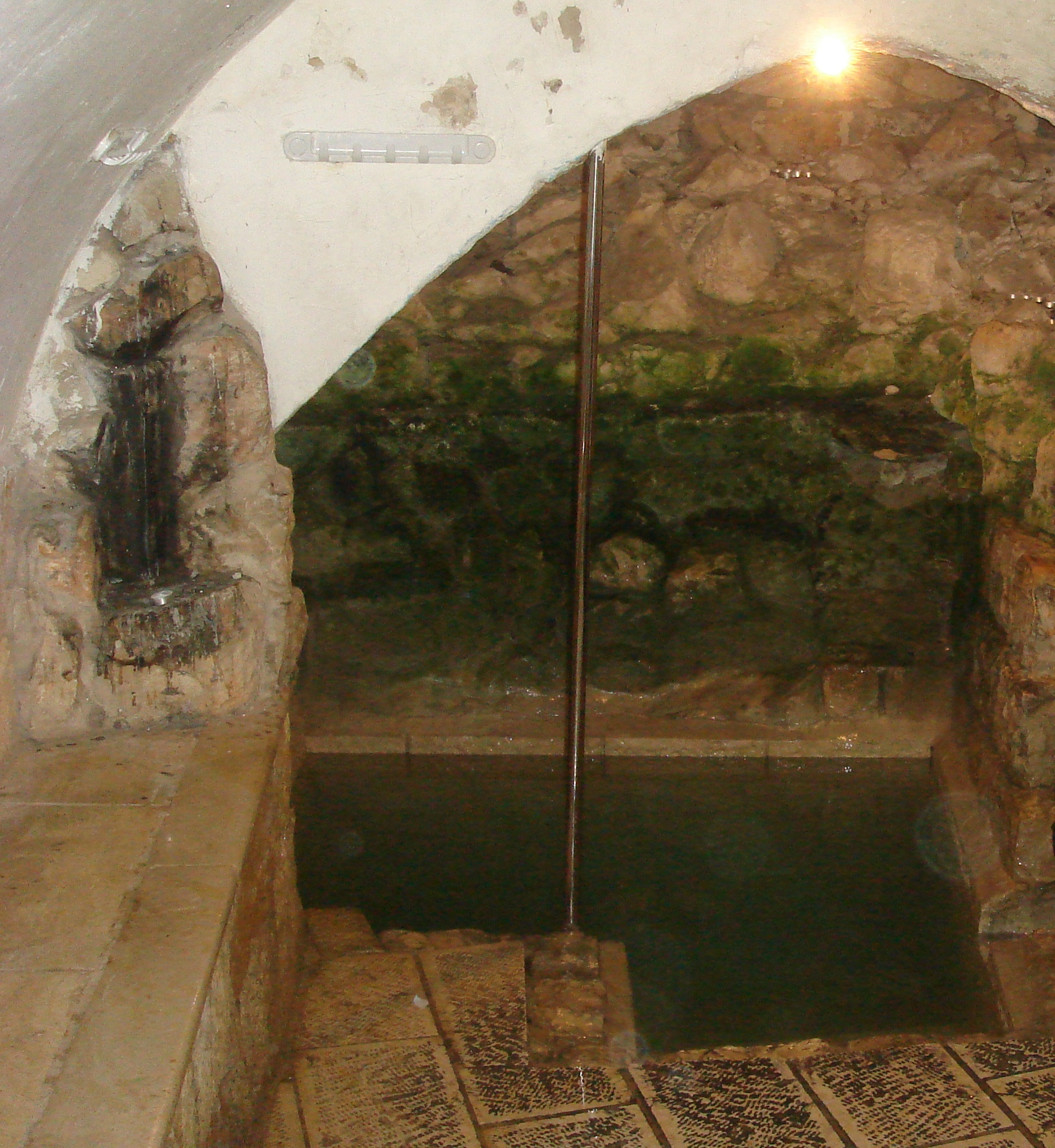
Mikveh de Isaac Luria en la ladera debajo de Safed en Galilea, alimentado por una primavera fría

El estudio del Kitvei Ha'Ari (escrituras de los discípulos de Isaac Luria) continúa en su mayoría hoy en día entre círculos cabalísticos de forma tradicional y en secciones del movimiento jasídico. Mekubalim mizra'chim (kabbalistas sefardíes orientales), siguiendo la tradición de Haim Vital y el legado místico del Rashash (1720-1777, considerado por los cabalistas como la reencarnación del Ari), se ven a sí mismos como herederos directos y en continuidad con Las enseñanzas de Luria y el esquema meditativo. 
Ambos lados del cisma jasídico-mitágnico del siglo XVIII confirmaron la cosmovisión teológica de la cábala luriánica. Es un error pensar que la oposición rabínica al judaísmo jasídico, al menos en su origen formativo, deriva de la adhesión al método filosófico judío medieval racionalista. El líder de la oposición mitágica rabínica al renacimiento jasídico místico, el Gaón de Vilna (1720-1797), estuvo íntimamente involucrado en la Kabbalah, siguiendo la teoría luriánica, y produjo escritura enfocada cabalísticamente, mientras criticaba el racionalismo judío medieval. Su discípulo, Chaim Volozhin, el principal teórico del judaísmo mitnagódico, difería del jasidismo sobre la interpretación práctica del tzimtzum luriánico. Para todos los efectos, el judaísmo mitnagdic siguió un estrés trascendente en tzimtzum, mientras que el jasidismo hizo hincapié en la inmanencia de Dios. Esta diferencia teórica llevó al jasidismo al enfoque místico popular más allá de las restricciones elitistas, mientras apuntalaba el enfoque mitnagdico del judaísmo talmúdico y no místico para todos excepto la élite, con un nuevo énfasis teórico en el estudio Talmúdico de la Torá en el movimiento yeshivá lituano.
El desarrollo judío a mayor escala basado en la enseñanza Lurianica era Jasidism, aunque adaptó Kabbalah a su propio pensamiento. Joseph Dan describe el cisma jasídico-mitágico como una batalla entre dos concepciones de la cábala luriánica. La Cabalá de élite Mitnagdic era esencialmente leal a la enseñanza y la práctica Lurianica, mientras que el Jasidismo introdujo nuevas ideas popularizadas, como la centralidad de la inmanencia divina y Deveikut a toda la actividad judía, y el papel social místico del liderazgo jasídico de Tzadik

#### Interpretaciones literales y no literales del Tzimtzum
En las décadas posteriores a Luria, ya principios del siglo XVIII, se formaron diferentes opiniones entre los cabalistas sobre el significado del tzimtzum divino retiro de uno mismo, ya sea que se tome literal o simbólicamente. Emek HaMelekh de Bacharach tomó literalmente tzimtzum, mientras que Joseph Ergas (Shomer Emunim, 1736) y Abraham Herrera, sostuvieron que el tzimtzum debía entenderse metafóricamente.

#### Vistas jasídicas y mitnágdicas del Tzimtzum
El tema del tzimtzum sustentó la nueva y pública popularización del misticismo plasmada en el jasidismo del siglo XVIII  Su doctrina central de la inmanencia divina casi pantenística, que configuraba el fervor diario, enfatizaba el estrés más no literal del tzimtzum. La articulación sistemática de este enfoque hasídico por Schneur Zalman de Liadí en la segunda sección del Tania, delinea un ilusionismo monista de la creación desde la perspectiva de la Unidad Divina Superior. Para Schneur Zalman, el tzimtzum solo afectó la aparente ocultación del Ohr Ein Sof. El Ein Sof, y el Ohr Ein Sof, en realidad permanecen omnipresentes, este mundo anulado en su origen. Solamente, desde la perspectiva de la Unidad Divina del Mundo Inferior, el tzimtzum da la ilusión de una aparente retirada. En verdad, "Yo, el Eterno, no he cambiado" (Malaquías 3: 6) como interpretar el tzimtzum con cualquier tendencia literal sería atribuir la corporalidad falsa a Dios.
Norman Lamm describe las interpretaciones alternativas jasídicas-mitágnicas de esto. Para Chaim Volozhin, el principal teórico de la oposición rabínica de Mitnagdim al jasidismo, el ilusionismo de la Creación, surgido de un tzimtzum metafórico es cierto, pero no conduce al panenteísmo, ya que la teología mitnagdic enfatizaba la trascendencia divina, donde el jasidismo enfatizaba la inmanencia. Como es, la impresión general inicial de la Cabalá Luriánica es una de trascendencia, implícita en la noción de tzimtzum. Más bien, para el pensamiento jasídico, especialmente en su sistematización de Jabad, la esencia divina máxima Atzmus se expresa solo en finitud, enfatizando la inmanencia jasídica. Norman Lamm considera que ambos pensadores son sutiles y sofisticados. Los Mitnagdim no estaban de acuerdo con Panentheism, en la oposición temprana del líder de Mitnagdic, el Gaon de Vilna lo ve como herético. Chaim Volzhin, el principal alumno del Vilna Gaon, era al mismo tiempo más moderado, y buscaba poner fin al conflicto, y la mayoría de los principios teológicamente opuestos a la interpretación jasídica. Se opuso al panenteísmo como teología y práctica, ya que su espiritualización mística del judaísmo desplazó al aprendizaje tradicional talmúdico, ya que era capaz de inspirar una difuminación antinomiana de las restricciones de la observancia judía de Halajá, en busca de un misticismo para la gente común.
Como resume Norman Lamm, para Schneur Zalman y al Jasidismo, Dios se relaciona con el mundo como una realidad, a través de Su Inmanencia. La inmanencia divina: la perspectiva humana, es pluralista, permite la popularización mística en el mundo material, al tiempo que salvaguarda la halajá. La Trascendencia Divina - la perspectiva Divina, es Moneística, anulando la Creación en la ilusión. Para Chaim Volozhin y Mitnagdism, Dios se relaciona con el mundo tal como es a través de su trascendencia. La inmanencia divina - la forma en que Dios mira la Creación física, es Monista, anulándola en ilusión. Trascendencia Divina - la forma en que el hombre percibe y se relaciona con la Divinidad es pluralista, permitiendo que la creación exista en sus propios términos. De esta manera, tanto los pensadores como los caminos espirituales afirman una interpretación no literal del tzimtzum, pero la espiritualidad jasídica se enfoca en la cercanía de Dios, mientras que la espiritualidad mitnagídica se enfoca en la lejanía de Dios. Luego configuran su práctica religiosa en torno a esta diferencia teológica, el hasidismo coloca al fervor de Deveikut como su práctica central, el mitnagismo enfatiza aún más el estudio intelectual de la Torá Talmúdica como su actividad religiosa suprema.